# Dallah (commune)
Dallah est une localité et une commune rurale du Mali, chef-lieu d'arrondissement dans le cercle de Douentza et la région de Douentza.

## Villages
La commune s'étend sur 12 localités relevées lors du recensement général de 2009. 
Les villages les plus peuplés sont :
- Dallah (4 530 habitants) ;
- Boumban (489 habitants) ;
- Nani (425 habitants).